# Junkers CL.I
Der Junkers CL.I (Werksbezeichnung J 10) war ein zweisitziges Schlacht- und Schutzflugzeug der deutschen Fliegertruppe im Ersten Weltkrieg.

## Entwicklung
Der Konstrukteur Hugo Junkers entwickelte im Jahr 1918 aus der Junkers J 8, die sich zur Produktion nicht eignete, das einsitzige Jagdflugzeug Junkers D.I und den zweisitzigen Tiefdecker in Ganzmetallbauweise aus Duraluminiumblech mit der Werksbezeichnung J 10.
Zu dieser Zeit hatte sich sein Junkers J.I als Ganzmetallflugzeug bereits bei der großen Deutschen Frühjahrsoffensive 1918 bewährt. Ihre Beschussfestigkeit und die dadurch erzielte relative Sicherheit für die Besatzung machten die Maschine besonders für Tiefflugeinsätze bei der Luftnahunterstützung für die Infanterie geeignet. Außerdem konnte sie im Gegensatz zu den übrigen leinwandbespannten oder holzverkleideten Flugzeugen ohne weiteren Schutz im Freien abgestellt werden, was Kräfte und Zeit bei Verlegungen sparte und die Wartung vereinfachte.
Der Prototyp mit 160-PS-Mercedes-D.III-Motor absolvierte am 4. Mai 1918 seinen Erstflug und erhielt als Schlacht- und Schutzflugzeug die militärische Bezeichnung Junkers CL.I.
Die Fertigung des Flugzeugs lief Sommer 1918 an. Bei den Serienmaschinen wurde der überkomprimierte und damit stärkere Mercedes D.IIIaü verwendet und die Spannweite wurde etwas verkürzt. Als Schlachtflugzeug ausgerüstet erhielten die Flugzeuge seitlich des Beobachterstandes kleine Behälter für den Abwurf von Handgranaten oder kleine Bomben, „Fliegermäuse“ genannt. Es wurden insgesamt 43 Stück dieses Typs gebaut, davon wurden aber nur 6 bis Kriegsende fertiggestellt.
Es existierten zwei Varianten. Die erste besaß einen Mercedes D IIIaü mit 160 PS (118 kW), die zweite Variante, das Wasserflugzeug Junkers CLS.I (Werksbezeichnung J.11, Marinebezeichnung C3MG) für die Kaiserliche Marine, wurde durch einen 185 PS starken BMW IIIa angetrieben, der eine bessere Höhenleistung erzielte.

## Einsatz

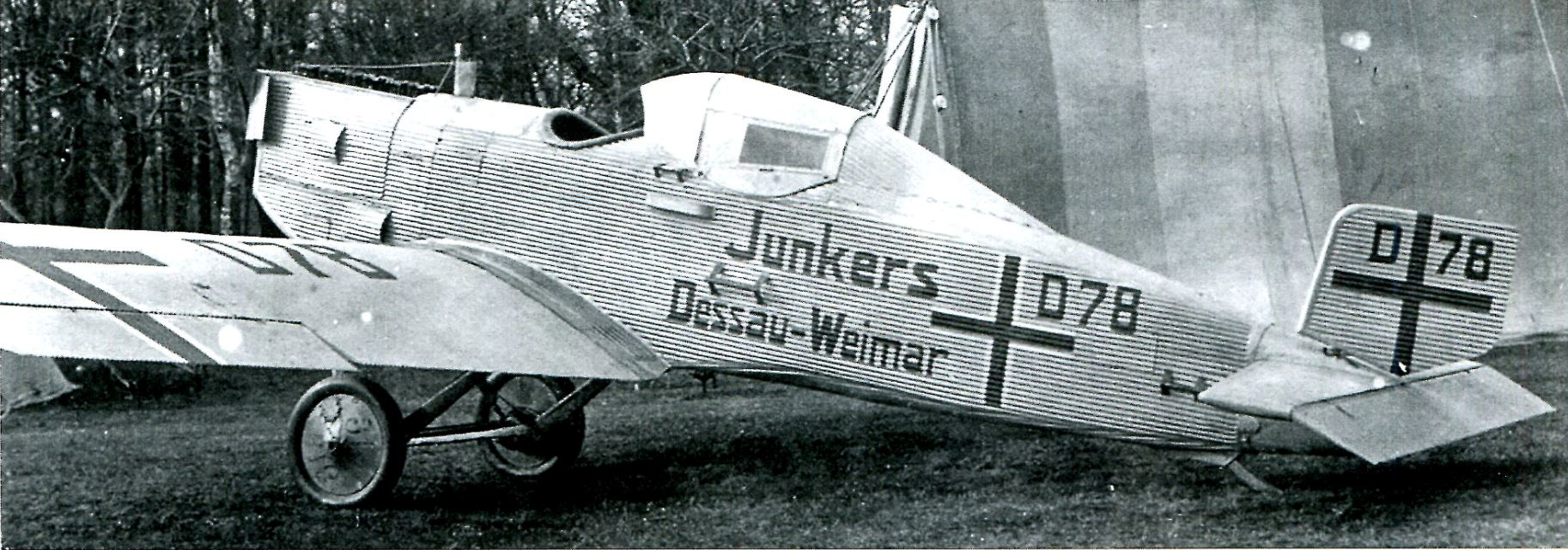
Junkers Junkers CL.I mit Kabinenaufsatz – zivil genutzt durch die Junkers Luftverkehrs AG auf der Strecke Dessau-Weimar (um 1920)

Bis Kriegsende hatten zu wenige Flugzeuge die Front erreicht. Einige Maschinen wurden 1919 von den Freikorps im Kampf gegen die Bolschewiki in Finnland und im Baltikum eingesetzt.

## Zivile Nachkriegsumbauten
Unmittelbar nach dem Ende der Kampfhandlungen des I. Weltkriegs beschäftigte sich Hugo Junkers im November 1918 mit der Frage der künftigen zivilen Nutzung von Fluggeräten. Durch die Inspektion der Fliegertruppe wurde der Umbau ehemaliger Kriegsflugzeuge für den Postverkehr vorgeschlagen, in denen auch gelegentliche Passagiermitflüge möglich sein sollten. Junkers und Mader zogen hierzu einige bereits fertiggestellte, zweisitzige Junkers CL.I heran, aus denen die militärischen Installationen entfernt wurden und deren hinterer Sitz mit einer Kabinenhaube zum Schutz vor Witterungseinflüssen für den Passagier oder transportierte Post als Junkers J10 versehen wurde.
Mit zwei umgebauten CL.I nahmen die Junkers Flugzeugwerke im März 1919 den Post- und Passagier-Luftverkehr auf der Strecke Dessau-Weimar auf, wo die deutsche Nationalversammlung tagte. Bei diesen beiden J10 handelte es sich um die ersten Junkers-Ganzmetallverkehrsflugzeuge.
Bereits Anfang 1919 gab Hugo Junkers den Auftrag zur systematischen Untersuchung verschiedener Passagierflugzeugentwürfe, mit denen ein komfortabler, wirtschaftlicher Personenverkehr möglich werden sollte. Es war offensichtlich, dass die umgebauten zivilen Junkers J10 mit einem einzelnen Passagiersitz hierfür nicht ausreichten. Die beiden umgebauten J10 blieben Einzelstücke mit denen erste praktische Erfahrungen während der Nationalversammlung gesammelt wurden. Diese flossen in die Folgeentwicklungen Junkers J12 und Junkers F13 ein.

## Technische Daten

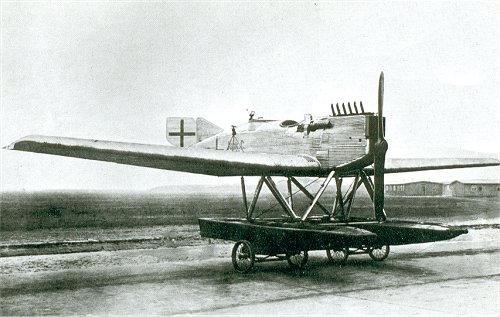
Die Schwimmervariante CLS.I

| Kenngröße             | CL.I                                                               | CLS.I                                                |
| --------------------- | ------------------------------------------------------------------ | ---------------------------------------------------- |
| Einsatzzweck          | Schlachtflugzeug                                                   | Seekampfflugzeug                                     |
| Baujahr               | 1918                                                               | 1918                                                 |
| Stückzahl             | 43                                                                 | 3                                                    |
| Besatzung             | 2                                                                  | 2                                                    |
| Länge                 | 7,90 m                                                             | 8,95 m mit Schwimmern                                |
| Spannweite            | 12,05 m                                                            | 12,75 m                                              |
| Höhe                  | 2,65 m                                                             | 3,05 m                                               |
| Flügelfläche          | 23,4 m²                                                            | 26,60 m²                                             |
| Flügelstreckung       | 6,2                                                                | 6,1                                                  |
| Leermasse             | 735 kg                                                             | 914 kg                                               |
| Startmasse            | 1255 kg                                                            | 1420 kg                                              |
| Höchstgeschwindigkeit | 169 km/h                                                           | 180 km/h                                             |
| Steigzeit             | 3,54 min auf 1000 m 14 min Steigzeit auf 3000 m 30 min auf 5000 m  |                                                      |
| Dienstgipfelhöhe      | 6000 m                                                             | 5200 m                                               |
| Reichweite            | 380 km                                                             | 720 km                                               |
| Flugdauer             | 2 h                                                                |                                                      |
| Antrieb               | 1 wassergekühlter Sechszylinder-Reihenmotor                        | 1 wassergekühlter Sechszylinder-Reihenmotor          |
| Typ                   | Mercedes D.IIIaü; 180 PS (132 kW)                                  | BMW IIIa; 185 PS (136 kW)                            |
| Bewaffnung            | 3 MG 7,92×57 mm (2 MG LMG 08/15, 1 MG 14 Parabellum), 50 kg Bomben | 3 MG 7,92×57 mm (2 MG LMG 08/15, 1 MG 14 Parabellum) |

## Erhaltene Flugzeuge
Von den wenigen gebauten Junkers J 10 ist kein Exemplar erhalten geblieben. Allerdings existieren drei flugfähige Nachbauten der Junkers J 10, die gelegentlich auch als „D.I“ präsentiert werden.
Nachbauten:
- J-10-Nachbau, flugfähig (Day-Nachbau) G-BNPV, auf Basis Bowers Fly Baby 1A, WNr. 016-11120 im IDFLIEG-Erscheinungsbild 1801/18, Umbau bis 2003, Betrieb beim Great War Display Team in England. Das Flugzeug ist einseitig als „D.I“ beschriftet, während die andere Seite „CL.I“ als Beschriftung zeigt.[5]

- J-10-Nachbau, flugfähig (Day-Nachbau) G-BUYU, auf Basis Bowers Fly Baby 1A, WNr. 016-12222 im IDFLIEG-Erscheinungsbild 1803/18, Umbau bis 2004, Betrieb beim Great War Display Team, z. Zt. eingelagert in Popham, England[5]

- J-10-Nachbau, flugfähig (Mason Nachbau) N118LM, auf Basis Bowers, WNr. 5629C1, seit 21. Februar 2012 in San Antonio, Texas stationiert.[5]

Anmerkung:
Der erste bekannt gewordene Nachbau einer Junkers J 10 (Haig-Nachbau) entstand in den 80er Jahren auf Basis einer Snow S-2A, WNr. 1019, die 1986 als N4976C zugelassen wurde. Seit 2005 befand sich dieser Nachbau im texanischen Clarksville. Die Zulassung ist inzwischen erloschen. Vermutlich wurde dieser Nachbau inzwischen abgewrackt.